# Wilkasy
Wilkasy è un villaggio del distretto amministrativo di Giżycko in Polonia, nella regione della Masuria. Wilkasy è uno dei più antichi villaggi masuriani.

## Storia
Questo villaggio masuriano fu fondato prima del 1493. A quel tempo il komtur rinnovò l'ex privilegio per gli abitanti di Wilkas. Jan Gàrski divenne il soltysem del villaggio. Nel 1625, secondo i resoconti del distretto di Gi'ycki a Wilkasach vivevano i polacchi stessi. C'era anche la tenuta della famiglia Wierzbicki, derivata dalla nobiltà polacca. Già allora era un grande villaggio. Più tardi, i processi di germanizzazione hanno fatto la loro parte sostituendo nel 1938 il nome Willkassen in Wolfsee. Nel 1939, l'area era abitata da 1.167 persone ed aveva anche una scuola dove insegnavano tre insegnanti. Il villaggio comprendeva anche la tenuta di Strzelce con distilleria. Dopo il 1945, il villaggio fu chiamato Wilkasy, nome che ha ancora oggi.

## Territorio
Il villaggio si trova alla periferia di Gi'ycka, lungo il percorso che conduce a Olsztyn e Mikolajek. Il villaggio è circondato dai laghi Niegocin, Taitita, Wilkasy Male e Wilkasy Wielki. Wilkasy è il quarto più grande insediamento nel distretto Gi'ycki.

## Luoghi di interesse
I due più grandi e famosi complessi turistici sono PTTK, con la Tawerna Dezeta e il porto con 130 posti auto e A-S Wilkasy con la Tawerna Rozbitek e il porto con 150 posti auto. I due complessi turistici sono separati da una spiaggia comunale, dove in estate si svolgono tutti i principali concerti ed eventi all'aperto. In bassa stagione, la località offre pacchetti di riabilitazione e trattamenti nella SPA. Gli amanti delle visite turistiche e della storia possono andare a St. Peter's Hill Bruno, dove c'è stata una croce per più di cento anni, per commemorare il presunto luogo di morte di San Pietro Bruno di Kwerfurt.

## Curiosità
Wilkasy funziona sotto due nomi: Wilkasy e Niegocin. La fermata della ferrovia si chiama Niegocin, se vuoi arrivare in treno devi chiedere un biglietto per Niegocin e non per Wilkas.